# Snowboarden op de Olympische Winterspelen
De olympische sportdiscipline snowboarden staat sinds 1998 op het programma van de Olympische Winterspelen.
Samen met de olympische sportdisciplines alpine skiën, freestyleskiën, langlaufen, noordse combinatie en schansspringen wordt het snowboarden georganiseerd door de Fédération Internationale de Ski (FIS) onder auspiciën van het Internationaal Olympisch Comité. 

## Edities
| Spelen    | Jaar      | Gaststad / Gastland                            | Plaats                                         | Accommodatie(s)                                | Datum                                          | Landen                                         | Sporters                                       | Sporters                                       | Sporters                                       | Ond.                                           | Winnaar medaillespiegel                        |
| Spelen    | Jaar      | Gaststad / Gastland                            | Plaats                                         | Accommodatie(s)                                | Datum                                          | Landen                                         | Totaal                                         | M                                              | V                                              | Ond.                                           | Winnaar medaillespiegel                        |
| --------- | --------- | ---------------------------------------------- | ---------------------------------------------- | ---------------------------------------------- | ---------------------------------------------- | ---------------------------------------------- | ---------------------------------------------- | ---------------------------------------------- | ---------------------------------------------- | ---------------------------------------------- | ---------------------------------------------- |
| XXV       | 2026      | Milaan en Cortina d'Ampezzo, Italië            | Livigno                                        | Mottolino/Sitas-Tagliede/Carosello             | 6–22 februari                                  |                                                |                                                |                                                |                                                | 11                                             |                                                |
| XXIV      | 2022      | Peking, China                                  | Zhangjiakou                                    | Genting Snow Park Big Air Shougang             | 5–15 februari                                  |                                                |                                                |                                                |                                                | 11                                             | Verenigde Staten Oostenrijk                    |
| XXIII     | 2018      | Pyeongchang, Zuid-Korea                        | Bongpyeong-myeon                               | Bokwang Phoenix Park Alpensia Jumping Park     | 10–24 februari                                 | 30                                             | 254                                            | 138                                            | 116                                            | 10                                             | Verenigde Staten                               |
| XXII      | 2014      | Sotsji, Rusland                                | Krasnaja Poljana                               | Rosa Choetor Extreme Park                      | 6–22 februari                                  | 31                                             | 237                                            | 134                                            | 103                                            | 10                                             | Verenigde Staten                               |
| XXI       | 2010      | Vancouver, Canada                              | West Vancouver                                 | Cypress Mountain                               | 15–27 februari                                 | 27                                             | 185                                            | 104                                            | 81                                             | 6                                              | Verenigde Staten                               |
| XX        | 2006      | Turijn, Italië                                 | Bardonecchia                                   | Melezet                                        | 12–23 februari                                 | 24                                             | 187                                            | 108                                            | 79                                             | 6                                              | Verenigde Staten                               |
| XIX       | 2002      | Salt Lake City, Verenigde Staten               | Park City                                      | Park City Mountain Resort                      | 10–15 februari                                 | 19                                             | 118                                            | 65                                             | 53                                             | 4                                              | Verenigde Staten                               |
| XVIII     | 1998      | Nagano, Japan                                  | Yamanouchi                                     | Shigakōgen Kanbayashi Snowboard Park           | 8–12 februari                                  | 22                                             | 125                                            | 69                                             | 56                                             | 4                                              | Duitsland                                      |
| 1924-1994 | 1924-1994 | Geen snowboarden op de Olympische Winterspelen | Geen snowboarden op de Olympische Winterspelen | Geen snowboarden op de Olympische Winterspelen | Geen snowboarden op de Olympische Winterspelen | Geen snowboarden op de Olympische Winterspelen | Geen snowboarden op de Olympische Winterspelen | Geen snowboarden op de Olympische Winterspelen | Geen snowboarden op de Olympische Winterspelen | Geen snowboarden op de Olympische Winterspelen | Geen snowboarden op de Olympische Winterspelen |

## Onderdelen
| Onderdeel             | Onderdeel            | 98 | 02 | 06 | 10 | 14 | 18 | 22 | Totaal |
| --------------------- | -------------------- | -- | -- | -- | -- | -- | -- | -- | ------ |
| Mannen                | Halfpipe             | •  | •  | •  | •  | •  | •  | •  | 7      |
| Mannen                | Parallelreuzenslalom |    | •  | •  | •  | •  | •  | •  | 6      |
| Mannen                | Cross                |    |    | •  | •  | •  | •  | •  | 5      |
| Mannen                | Slopestyle           |    |    |    |    | •  | •  | •  | 3      |
| Mannen                | Big air              |    |    |    |    |    | •  | •  | 2      |
|                       |                      |    |    |    |    |    |    |    |        |
| Vrouwen               | Halfpipe             | •  | •  | •  | •  | •  | •  | •  | 7      |
| Vrouwen               | Parallelreuzenslalom |    | •  | •  | •  | •  | •  | •  | 6      |
| Vrouwen               | Cross                |    |    | •  | •  | •  | •  | •  | 5      |
| Vrouwen               | Slopestyle           |    |    |    |    | •  | •  | •  | 3      |
| Vrouwen               | Big air              |    |    |    |    |    | •  | •  | 2      |
|                       |                      |    |    |    |    |    |    |    |        |
| Gemengd               | Cross                |    |    |    |    |    |    | •  | 1      |
| Totaal                | Totaal               | 4  | 4  | 6  | 6  | 10 | 10 | 11 | 51     |
| Afgevoerde onderdelen | Reuzenslalom (m)     | •  |    |    |    |    |    |    | 1      |
| Afgevoerde onderdelen | Parallelslalom (m)   |    |    |    |    | •  |    |    | 1      |
| Afgevoerde onderdelen | Reuzenslalom (v)     | •  |    |    |    |    |    |    | 1      |
| Afgevoerde onderdelen | Parallelslalom (v)   |    |    |    |    | •  |    |    | 1      |

## Medaillewinnaars
Succesvolste olympiërs
De 'succesvolste olympiër' in het snowboarden is de Amerikaan Shaun White die als enige drie gouden medailles op het onderdeel halfpipe won. Zijn landgenote Jamie Anderson is de 'succesvolste' vrouw, zij won twee gouden medailles (beide op de slopestyle) en een zilveren medaille (big air). Nog vier mannen wonnen ook tweemaal goud. Naast Anderson zijn haar landgenote Kelly Clark en de Sloveen Žan Košir de enigen die ook drie medailles behaalden.
| P | Olympiër           | Land     | Editie(s) | Goud | Zilver | Brons | T | Onderdeel                                |
| - | ------------------ | -------- | --------- | ---- | ------ | ----- | - | ---------------------------------------- |
| 1 | Shaun White        | USA      | 2006-2018 | 3    | 0      | 0     | 2 | halfpipe (m)                             |
| 2 | Jamie Anderson     | USA      | 2014-2018 | 2    | 1      | 0     | 3 | big air, slopestyle (v)                  |
| 2 | Lindsey Jacobellis | USA      | 2006-2022 | 2    | 1      | 0     | 3 | cross (v) cross team                     |
| 3 | Vic Wild           | RUS/ ROC | 2014-2022 | 2    | 0      | 0     | 2 | parallelslalom, parallelreuzenslalom (m) |
| 4 | Philipp Schoch     | SUI      | 2002-2006 | 2    | 0      | 0     | 2 | parallelreuzenslalom (m)                 |
| 4 | Seth Wescott       | USA      | 2006-2010 | 2    | 0      | 0     | 2 | cross (m)                                |
| 4 | Pierre Vaultier    | FRA      | 2014-2018 | 2    | 0      | 0     | 2 | cross (m)                                |
| 4 | Chloe Kim          | CZE      | 2018-2022 | 2    | 0      | 0     | 2 | parallelreuzenslalom (v)                 |
| 4 | Ester Ledecká      | USA      | 2018-2022 | 2    | 0      | 0     | 2 | slopestyle (v)                           |

Meervoudige medaillewinnaars
De medaillewinnaars met drie of meer medailles in totaal.
| Olympiër       | Land | Editie(s)       | T | Goud | Zilver | Brons | Onderdeel                                 |
| -------------- | ---- | --------------- | - | ---- | ------ | ----- | ----------------------------------------- |
| Benjamin Karl  | AUT  | 2010-2022       | 3 | 1    | 1      | 1     | parallelslalom, parallelreuzenslalom (m)  |
| Maxence Parrot | CAN  | 2018-2022       | 3 | 1    | 1      | 1     | Big Air, slopestyle (m)                   |
| Kelly Clark    | USA  | 2002, 2010-2014 | 3 | 1    | 0      | 2     | halfpipe (v)                              |
| Žan Košir      | SLO  | 2014-2018       | 3 | 0    | 1      | 2     | parallelslalom , parallelreuzenslalom (m) |
| Mark McMorris  | CAN  | 2014-2022       | 3 | 0    | 0      | 3     | slopestyle (m)                            |

## Medaillespiegel
Tot en met de Olympische Winterspelen van 2018.
| Plaats | Land             | NOC    | Goud | Zilver | Brons | Totaal |
| ------ | ---------------- | ------ | ---- | ------ | ----- | ------ |
| 1      | Verenigde Staten | USA    | 14   | 7      | 10    | 31     |
| 2      | Zwitserland      | SUI    | 8    | 2      | 3     | 13     |
| 3      | Frankrijk        | FRA    | 4    | 4      | 4     | 12     |
| 4      | Canada           | CAN    | 4    | 4      | 3     | 11     |
| 5      | Rusland          | RUS    | 2    | 2      | 1     | 5      |
| 6      | Oostenrijk       | AUT    | 2    | 1      | 4     | 7      |
| 7      | Tsjechië         | CZE    | 2    | 0      | 1     | 3      |
| 8      | Duitsland        | GER    | 1    | 4      | 2     | 7      |
| 9      | Australië        | AUS    | 1    | 2      | 1     | 4      |
| 10     | Italië           | ITA    | 1    | 1      | 1     | 3      |
| 11     | Nederland        | NED    | 1    | 0      | 0     | 1      |
| 12     | Noorwegen        | NOR    | 0    | 3      | 1     | 4      |
| 12     | Japan            | JPN    | 0    | 3      | 1     | 4      |
| 14     | Finland          | FIN    | 0    | 2      | 2     | 4      |
| 15     | Slovenië         | SLO    | 0    | 1      | 2     | 3      |
| 16     | China            | CHN    | 0    | 1      | 0     | 1      |
| 16     | Zuid-Korea       | KOR    | 0    | 1      | 0     | 1      |
| 16     | Slowakije        | SVK    | 0    | 1      | 0     | 1      |
| 16     | Zweden           | SWE    | 0    | 1      | 0     | 1      |
| 20     | Groot-Brittannië | GBR    | 0    | 0      | 2     | 2      |
| 21     | Spanje           | ESP    | 0    | 0      | 1     | 1      |
| 21     | Nieuw-Zeeland    | NZL    | 0    | 0      | 1     | 1      |
| Totaal | Totaal           | Totaal | 40   | 40     | 40    | 120    |

Nagano 1998 · 
Salt Lake City 2002 · 
Turijn 2006 · 
Vancouver 2010 · 
Sotsji 2014 · 
Pyeongchang 2018 · 
Peking 2022 
Lijst van olympische medaillewinnaars
Olympische Zomerspelen
Olympische Winterspelen
Gerelateerd
Olympische Jeugdspelen · Paralympische Spelen · Deaflympische Spelen · Special Olympic World Games
IOC · COA · BOIC · NOC*NSF · NAOC · SOC